# Гендрік-Ідо-Амбахт
Гендрік-Ідо-Амбахт (нід. Hendrik-Ido-Ambacht) — муніципалітет у Нідерландах, у провінції Південна Голландія.

## Населення
Станом на 31 січня 2022 року населення муніципалітету становило 31720 осіб. Виходячи з площі муніципалітету 10,61 кв. км., станом на 31 січня 2022 року густота населення становила 2.990  осіб/кв. км.
За даними на 1 січня 2020 року 14,8%  мешканців муніципалітету мають емігрантське походження, у тому числі 6,3%  походили із західних країн, та 8,5%  — інших країн.